# Maria Jordanova
Maria Jordanova, född 25 maj 2002, är en volleybollspelare (vänsterspiker). Jordanova har spelat med Bulgariens landslag. Hon deltog med dem i VM 2022 och vann European Volleyball League 2021 med dem. På klubbnivå spelar hon (2022) med Saint-Cloud Paris Stade Français.